# Monte Lignano
Monte Lignano è una montagna di 835 m. s.l.m. nei pressi di Rigutino (Arezzo) dove risiedono molte attrazioni turistiche tra le quali il parco di Lignano, attrezzato di tavoli di legno grezzo sotto alberi e focolai con griglie per cuocere la carne dove fare pic nic o pranzi all'aperto, lo zoo di Lignano dove ci sono molte specie di animali e un rifugio per rifocillarsi dopo una bella passeggiata o cavalcata per i molteplici sentieri del bosco.

## Geografia
Il complesso montuoso del monte Lignano si estende interamente nel comune di Arezzo e si può individuare in un triangolo i cui vertici sono Arezzo, Palazzo del Pero e Castiglion Fiorentino. Esso è costituito da montagne di modesta altitudine, di cui quella del monte Lignano non è la più elevata. Le altre vette sono: il monte Gavino e il monte Chicchiricuzzo verso Palazzo del Pero, mentre, sul crinale che volge sulla Val di Chiana, incontriamo in ordine: il col De Luca, il monte Camurcina, il poggio Altoviti, il poggio Cavadenti (la cima più alta), la Paggina, il poggio Falzoli, il monte Cerota, il poggio Fonte Partini e il Castiglion Maggio, gli ultimi tre nel comune di Castiglion Fiorentino.
I paesi più importanti sono tutti locati nelle vallate ai piedi della piccola catena montuosa e sono: Rigutino, Palazzo del Pero, Policiano, Vitiano, l'Olmo, Mammi e Bagnoro.
Alle falde della montagna vi sono solo piccoli nuclei abitativi, composti ciascuno da poche case. Tra di essi: la Sassaia di Rigutino, con la sua caratteristica pieve, Policiano Vecchia con il castello, Case Lignano, Saccione, Sargiano con il suo convento, Gragnone nelle cui vicinanze si trova l'antico e abbandonato villaggio di Calbi, ecc.

## Monumenti

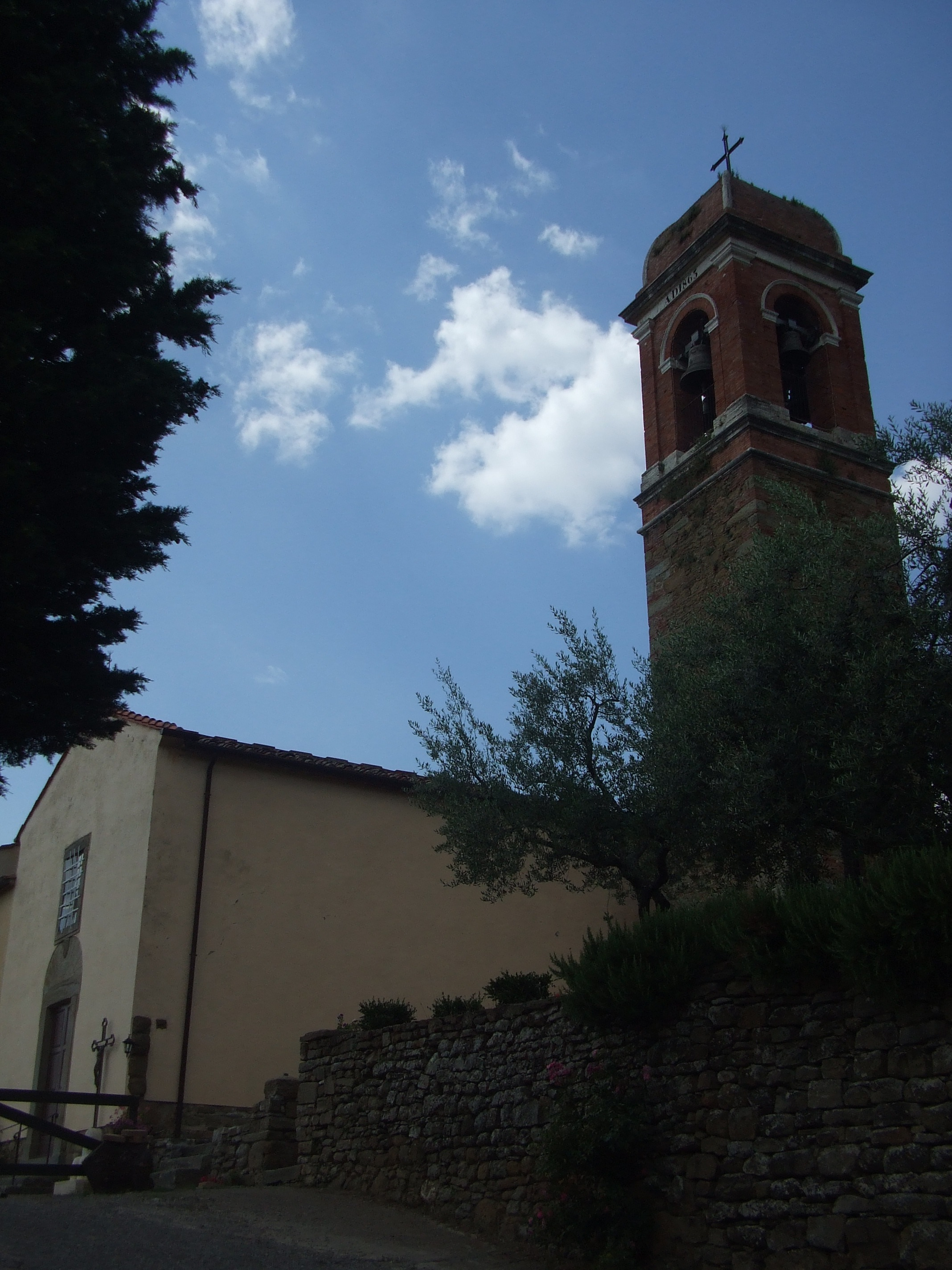
La pieve della Sassaja a Rigutino

- Pieve di Sant'Eugenia nei pressi di Bagnoro
- Pieve di Santa Mustiola a Quarto, vicino all'Olmo
- Pieve di Rigutino nella frazione Sassaia
- Castello di Policiano
- Castello di Vitiano in località La Torre
- Parco del Monte Lignano
- Il paese abbandonato di Calbi
- Convento di Sargiano
- Chiesa di Sant'Andrea a Pigli
- Fattoria e lago di Badicroce

Inoltre, nei pressi della casa abbandonata denominata la Cannella di Vitiano vi è la cosiddetta Traccia di San Francesco, dove sgorga una sorgente d'acqua che la tradizione attribuisce nata in seguito ad un miracolo del Santo d'Assisi. Sulla cima del Poggio Cavadenti vi sono invece i resti di una torre longobarda. Infine, nel territorio di Castiglion Fiorentino, al di sotto del monte Castiglion Maggio nella frazione Mammi, vi sono i resti dell'antico Castello di Mammi.

## Vie d'accesso

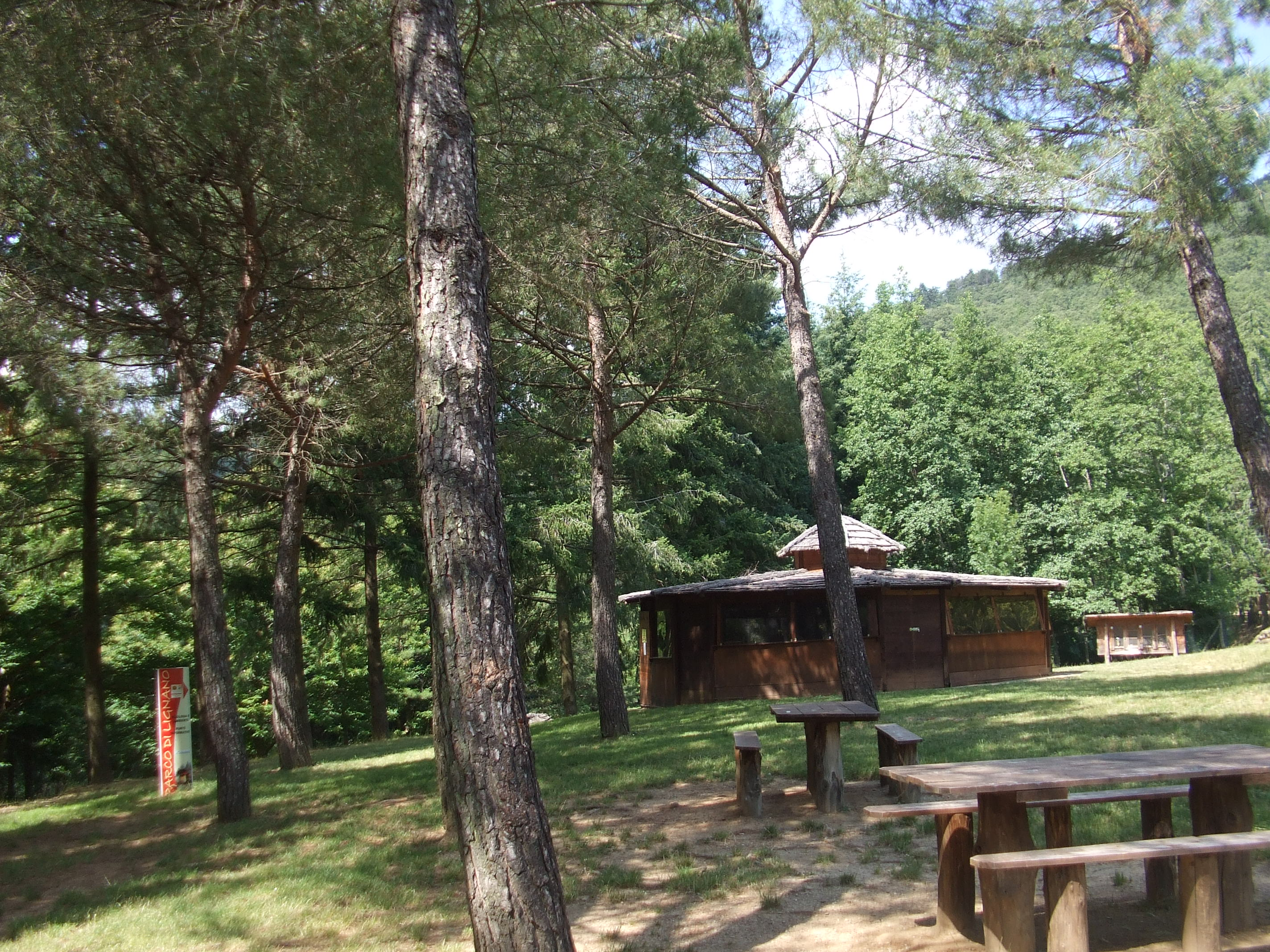
Il parco di Lignano

Al monte Lignano vi sono due accessi principali: la strada comunale che dal Bagnoro conduce al valico delle Cinque vie (anticamente denominato: Foce delle Case di Monte) e la comunale che da Rigutino, passando per la Sassaia e al podere Rigutinelli si ricongiunge alla precedente. Dalle Cinque vie vi sono due mulattiere, percorribili solo con fuoristrada, di cui una, passando per la casa detta del Frugnolo, conduce al monte Camurcina e si riconnette al sentiero CAI n. 50 il quale prosegue verso il poggio Cavadenti, l'altra, passando per la Foce di Rigutino, porta fino alla cima del monte Lignano. Dalle Cinque vie fino alla vetta del monte sono circa due km di strada dove recentemente sono state costruite le quattordici stazioni della Via Crucis. Sulla cima del monte invece sono stati montati un altare e una croce. Dalla vetta un imponente panorama domina su Arezzo e sulla val di Chiana e si estende fino al Casentino, all'appennino tosco-romagnolo, all'alta val Tiberina e al lago Trasimeno.
Riguardo alle altre cime del gruppo montuoso, il Camurcina si raggiunge dalle Cinque vie passando - come si è detto - dal Frugnolo o da una direttissima per il Col De Luca; dal Camurcina si può andare al monte Gavino e scendere in direzione di Palazzo del Pero, sia al poggio Cavadenti. A quest'ultimo, che è la cima più alta e la più isolata, si può giungere, oltre che proseguendo la strada di crinale dopo il monte Camurcina, anche da Vitiano percorrendo la strada vicinale che da Vitiano Vecchio passa per la Torre e per la traccia di San Francesco, giungendo alla cima dopo aver attraversato un bosco di castagni secolari; interessante infine è percorrere il sentiero CAI 50 che, dal monte Camurcina, passa per le vette più alte del gruppo montuoso e, giunto al Cavadenti, prosegue verso il Falzoli e il Castiglion Maggio attraverso panorami mozzafiato.

## Immagini varie

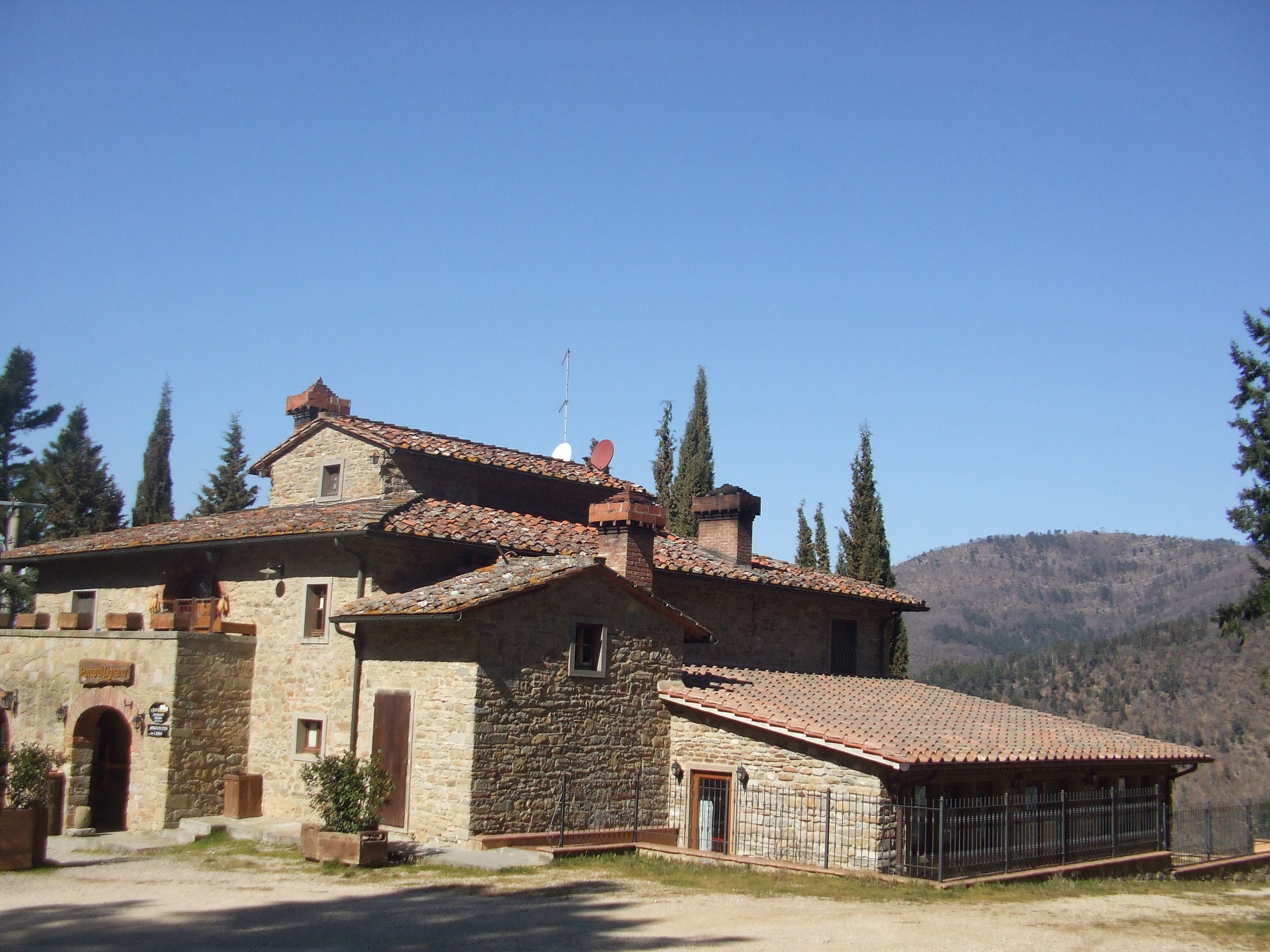
Il podere Rigutinelli, sede del Parco di Lignano
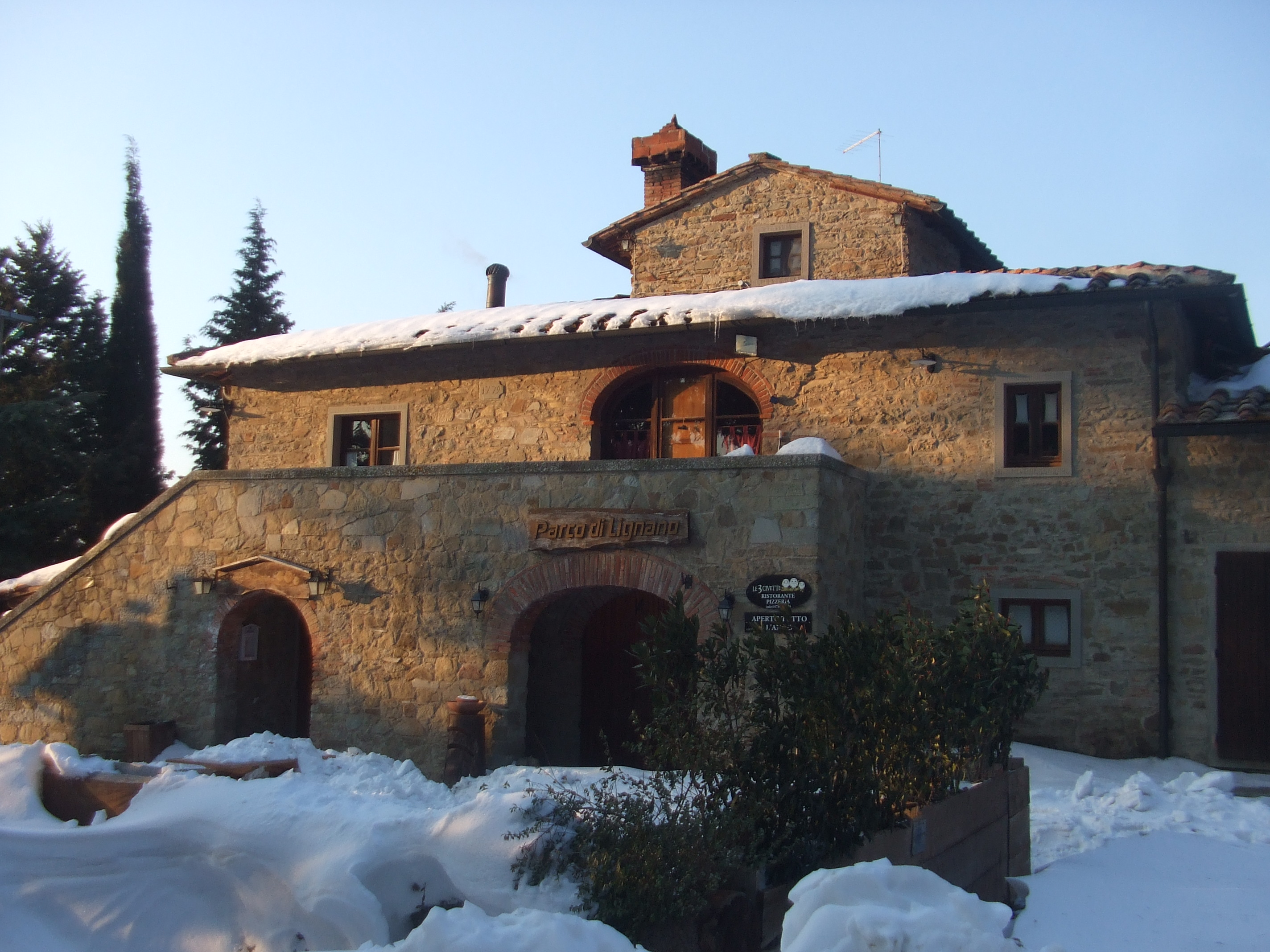
Podere Rigutinelli sotto la neve
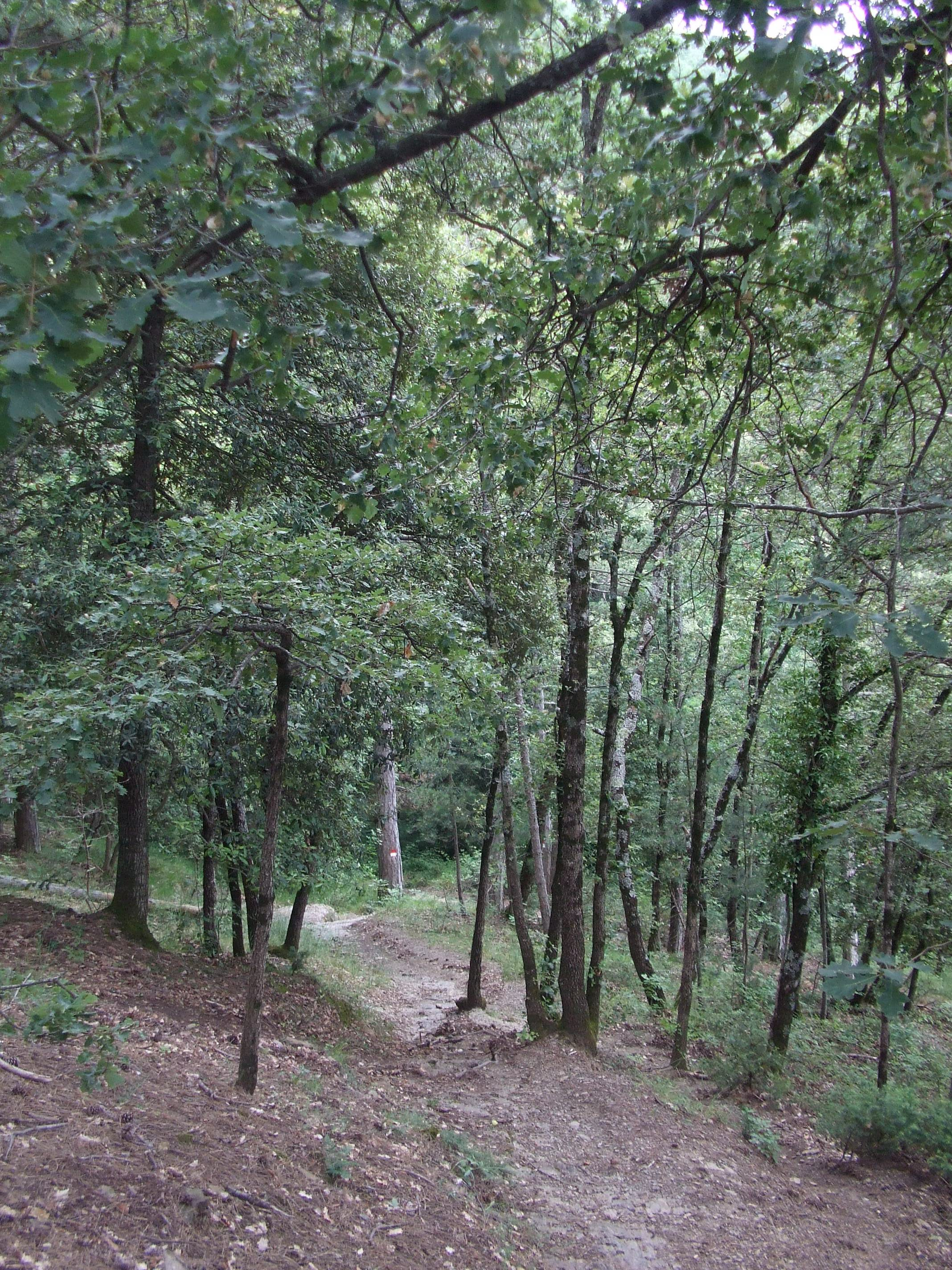
Bosco sotto il Monte Lignano
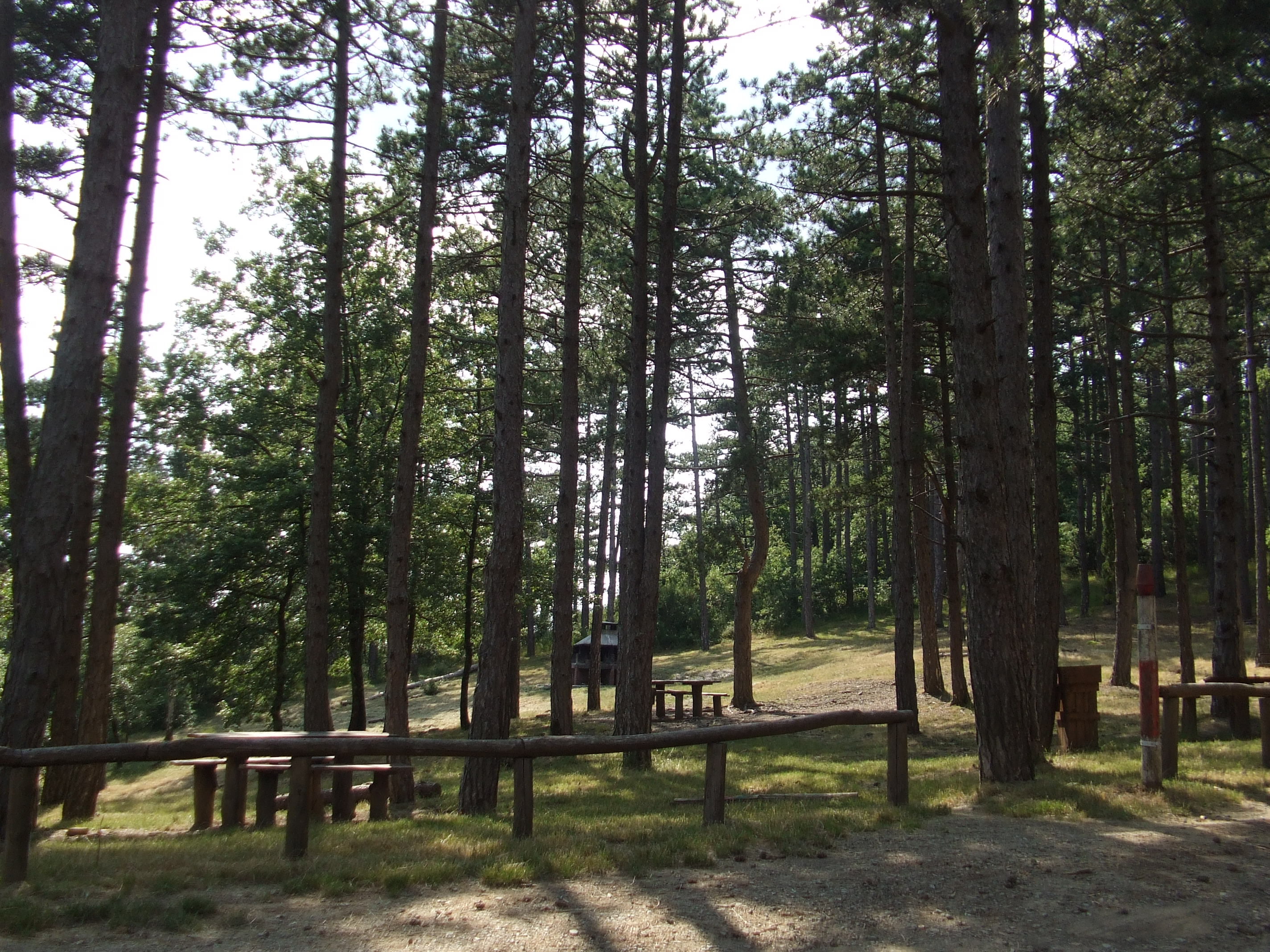
Bosco presso le Cinque vie
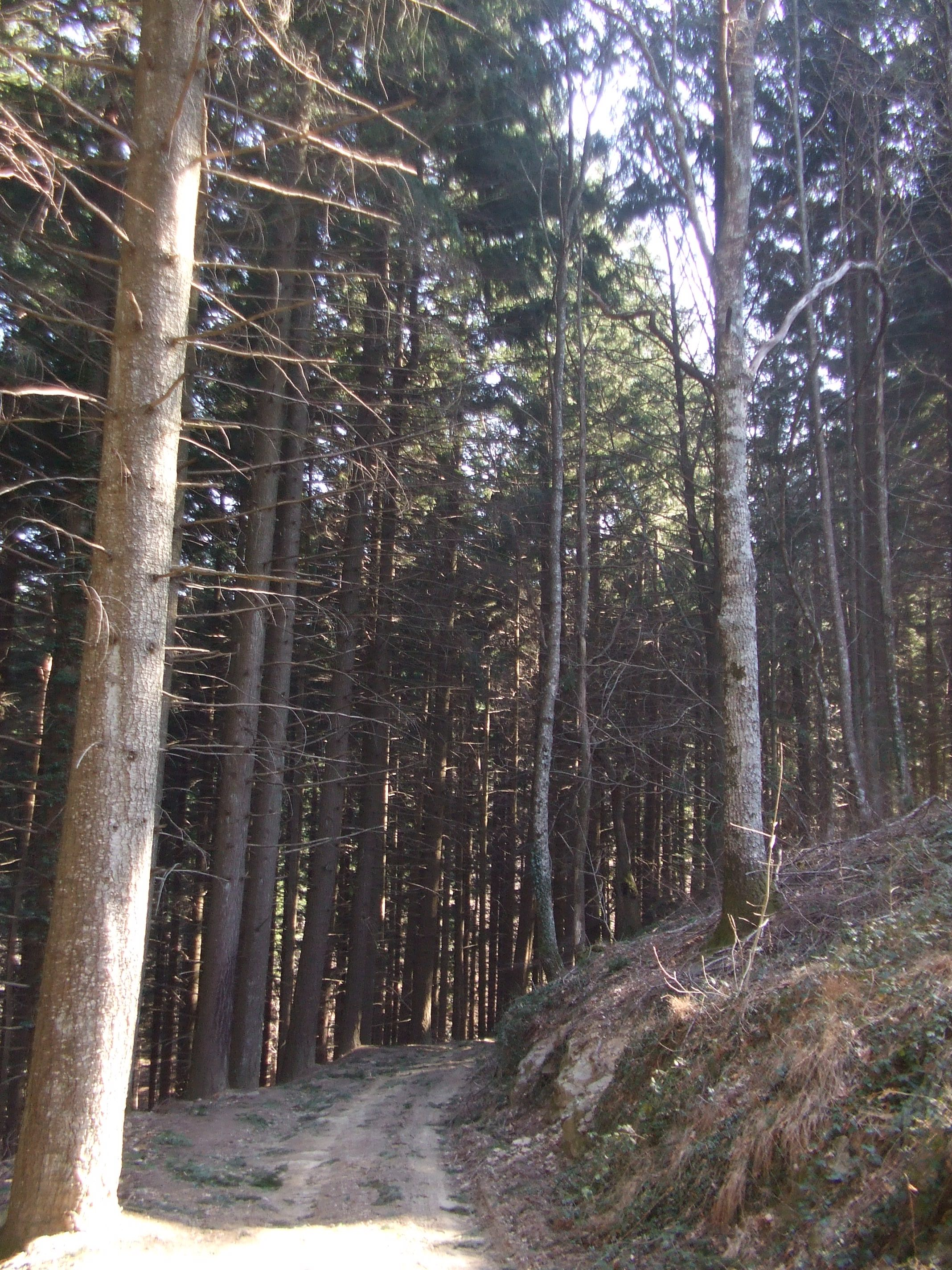
Bosco di Abete Americano presso il Col De Luca
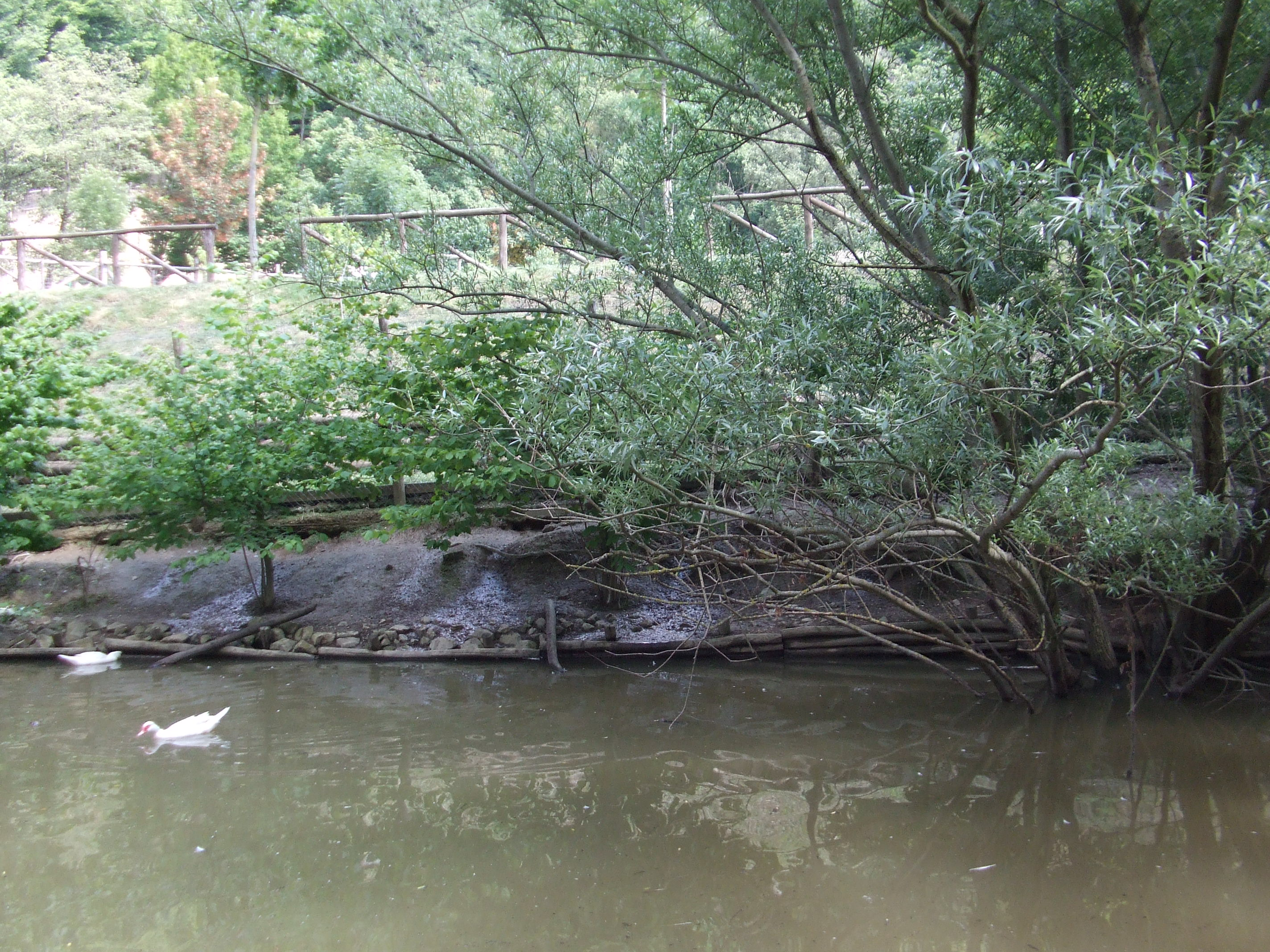
Laghetto del parco
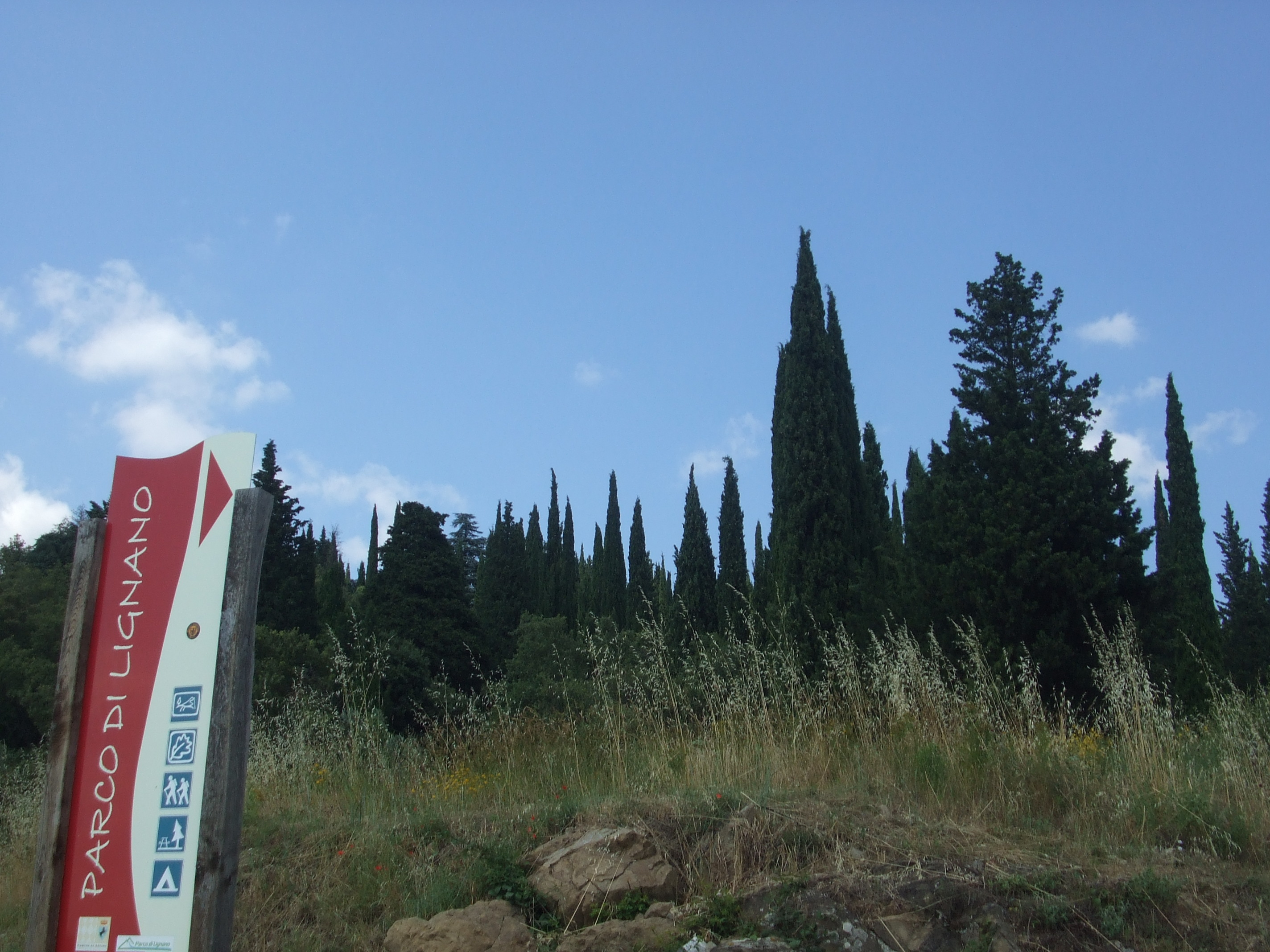
Cipresseta presso la pieve della Sassaja di Rigutino
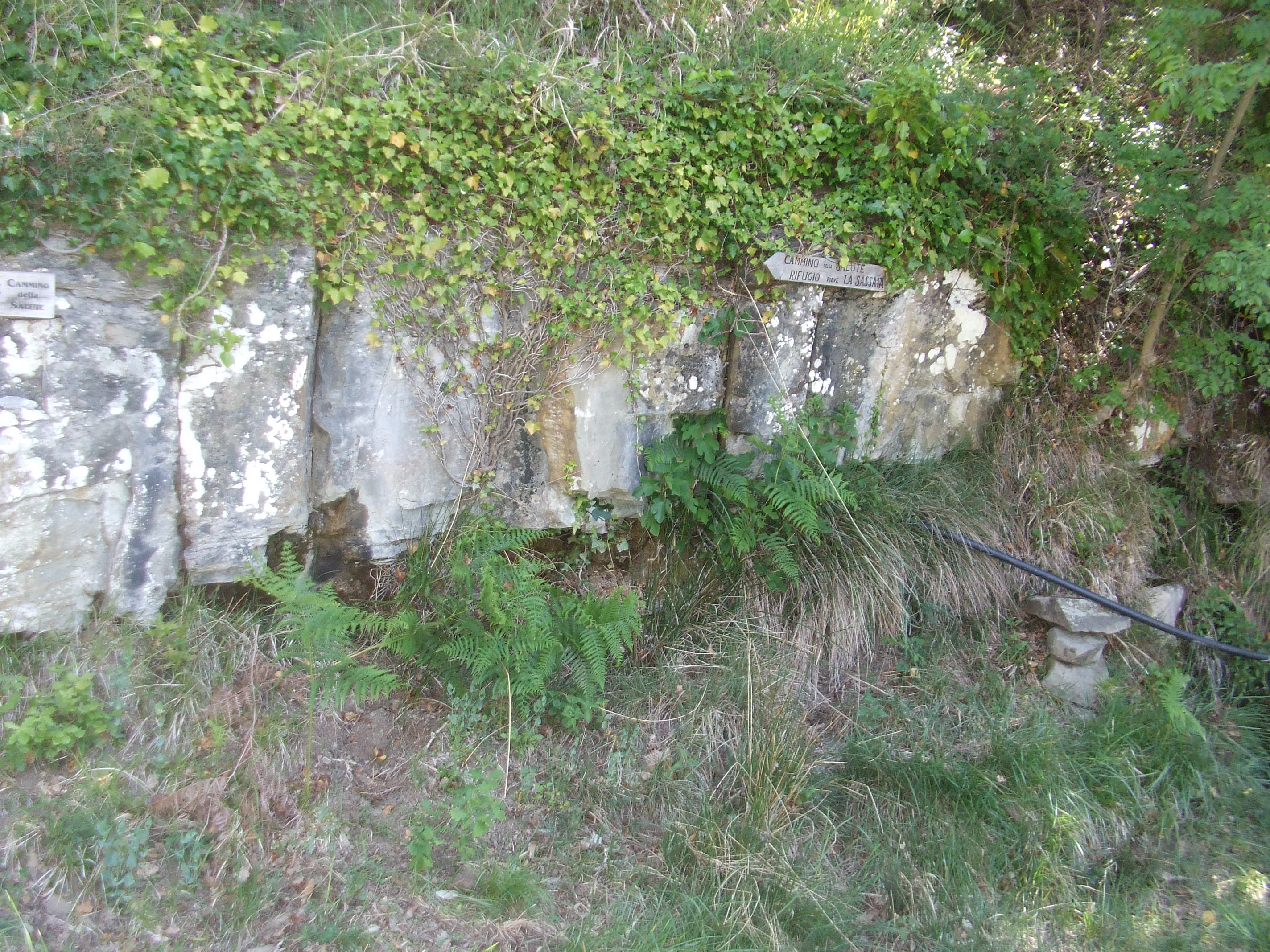
La "traccia di San Francesco"
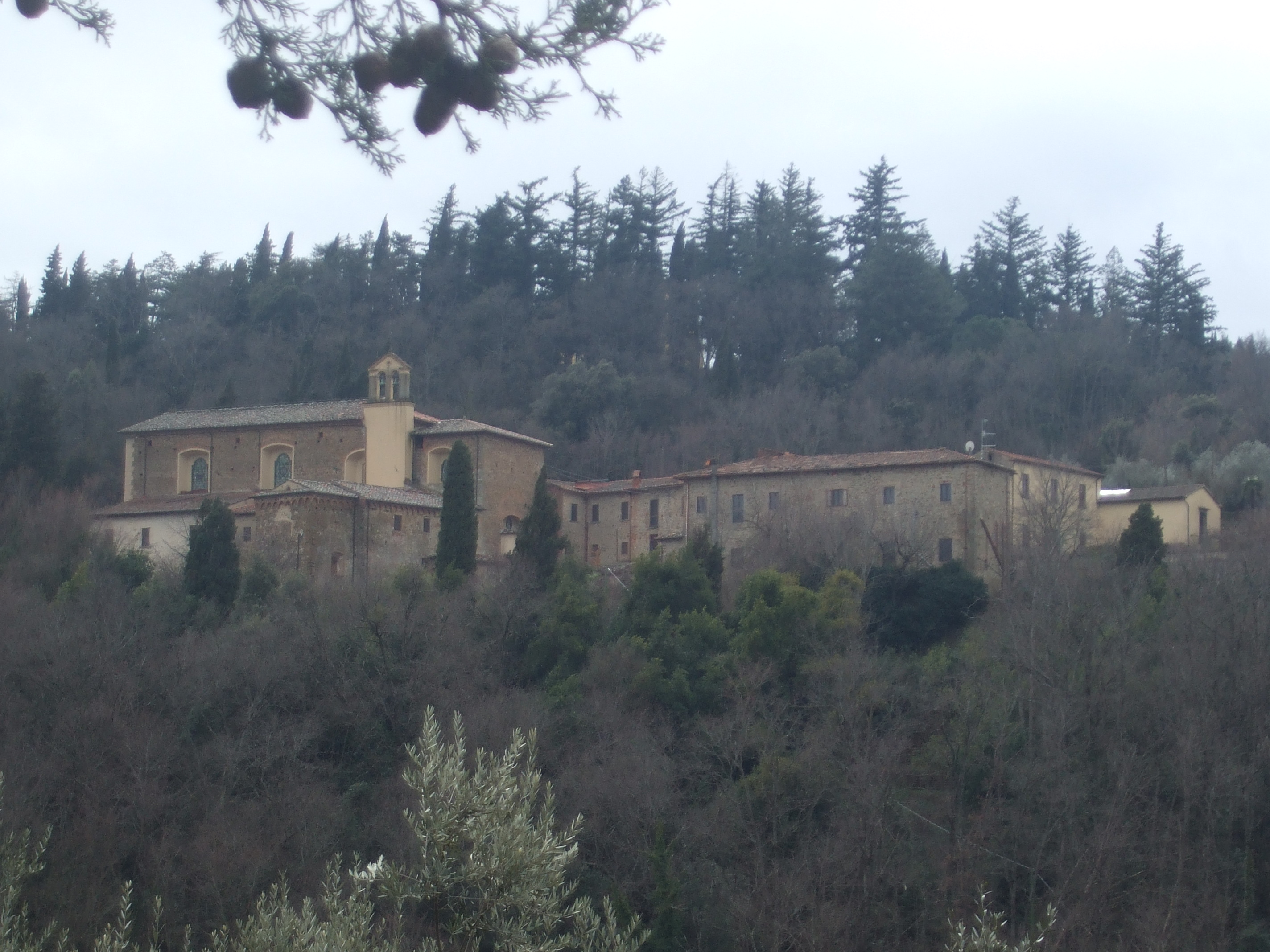
Il convento di Sargiano
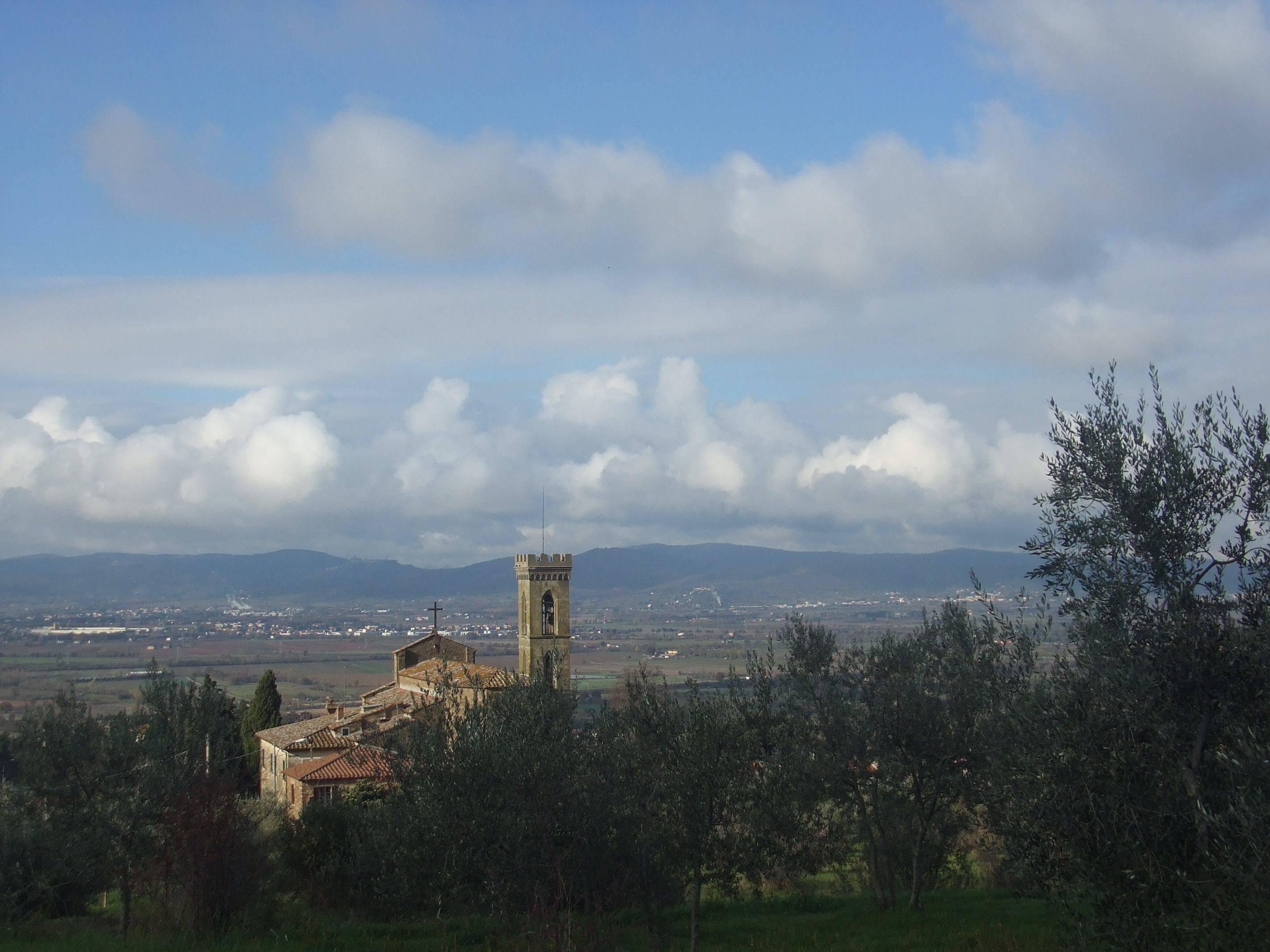
Chiesa di Sant'Andrea a Pigli
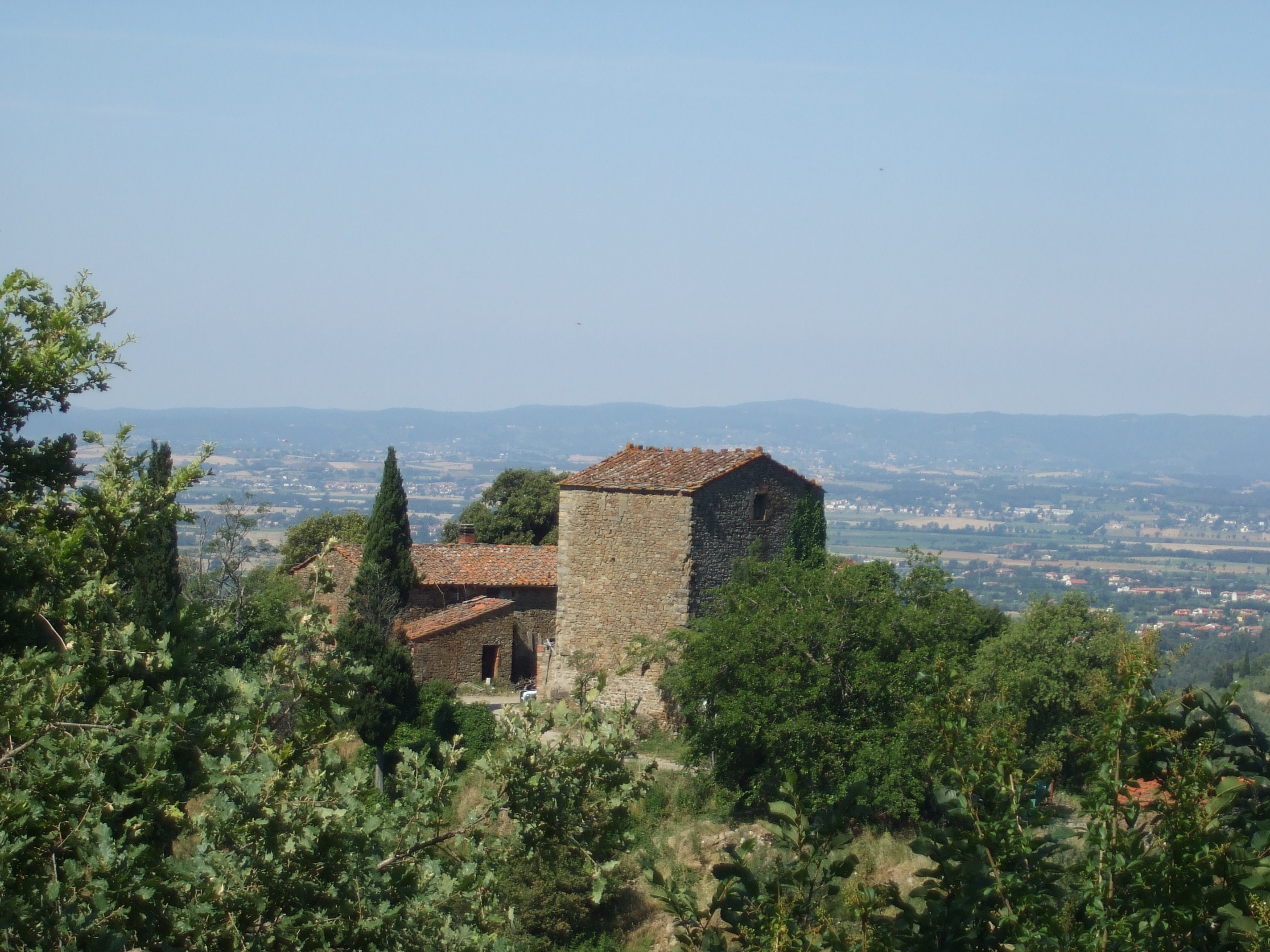
La Torre di Vitiano
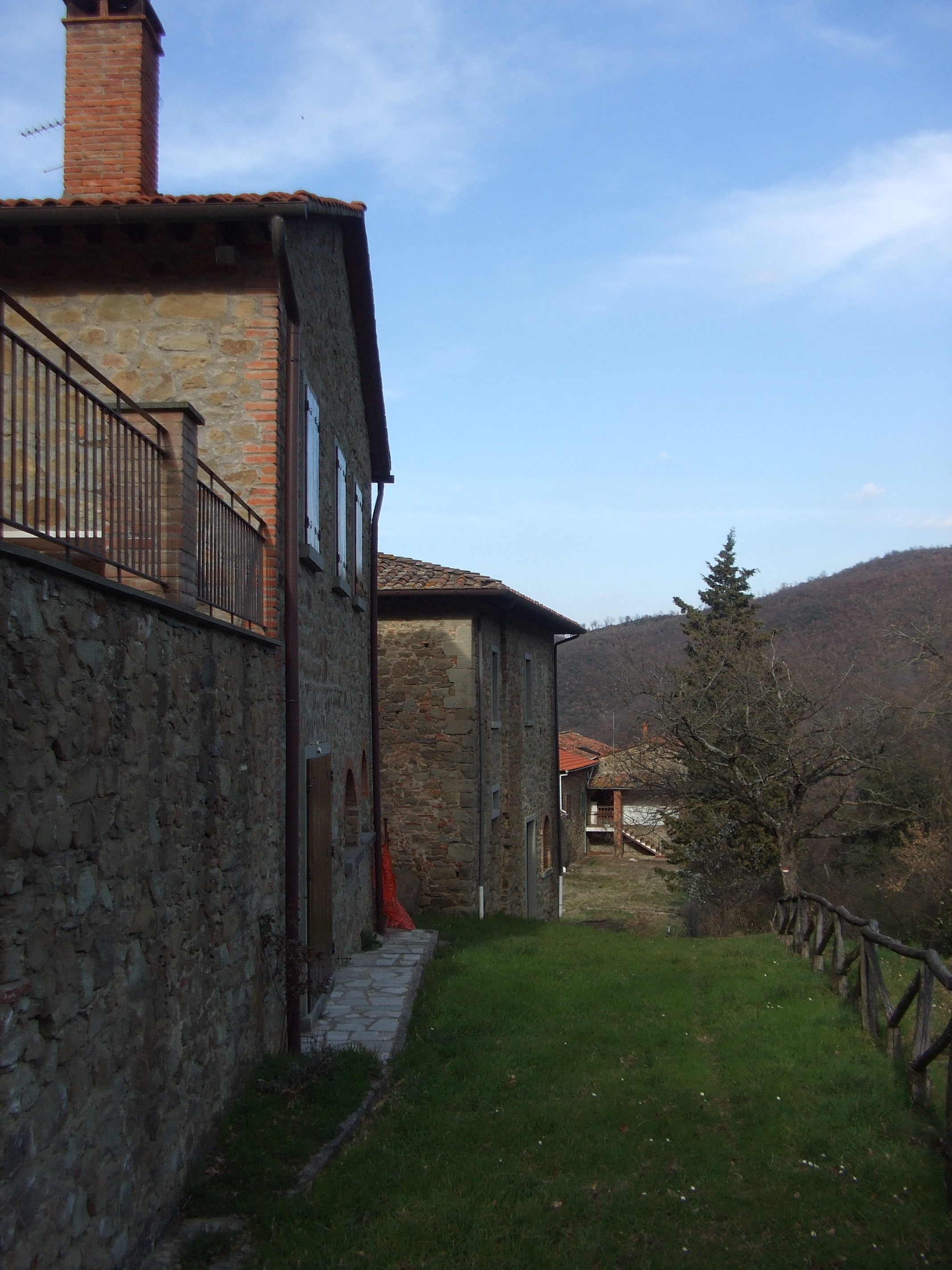
Il borgo abbandonato di Case di Monte, vicino alle Cinque vie
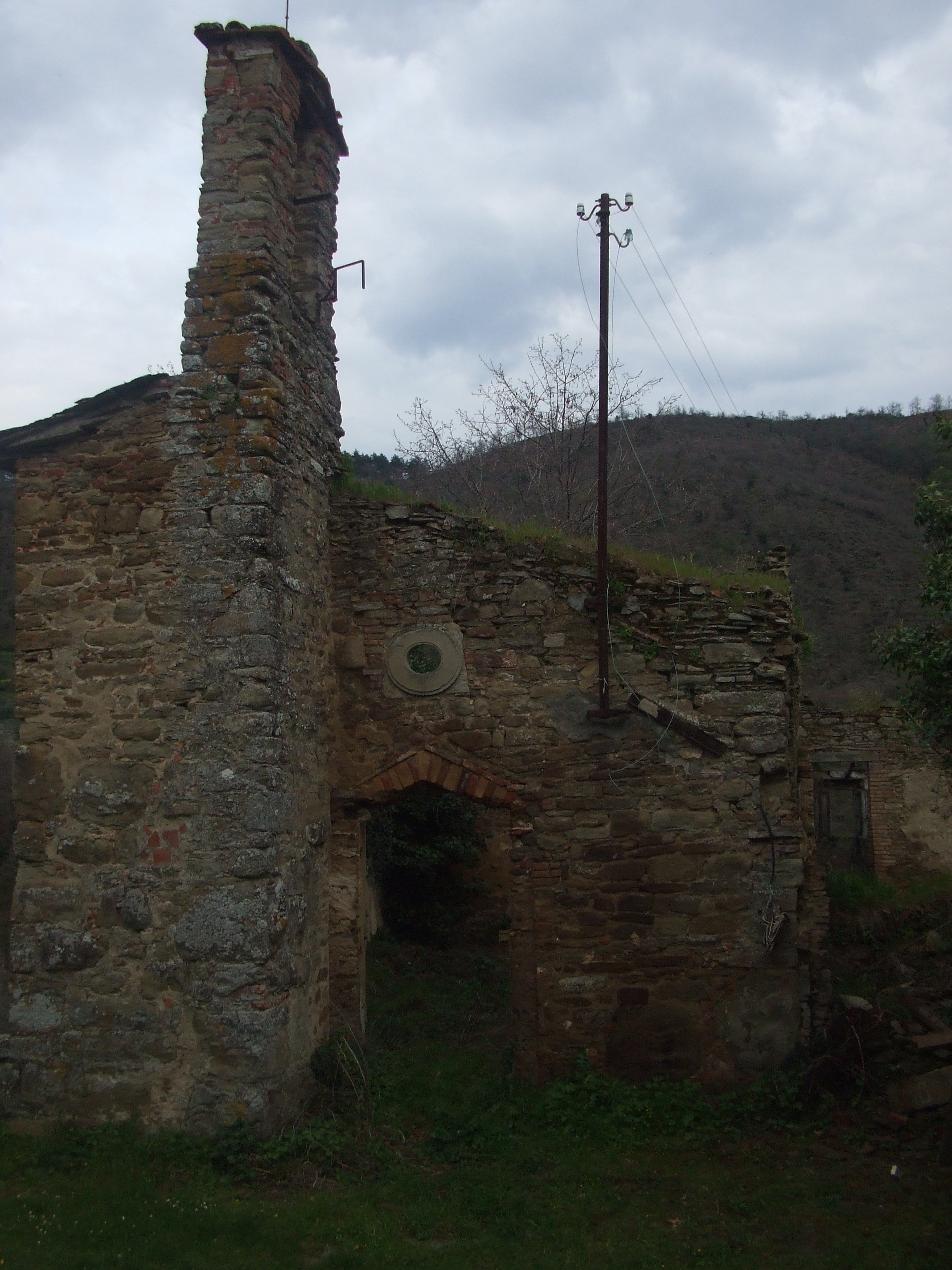
Il villaggio abbandonato di Calbi
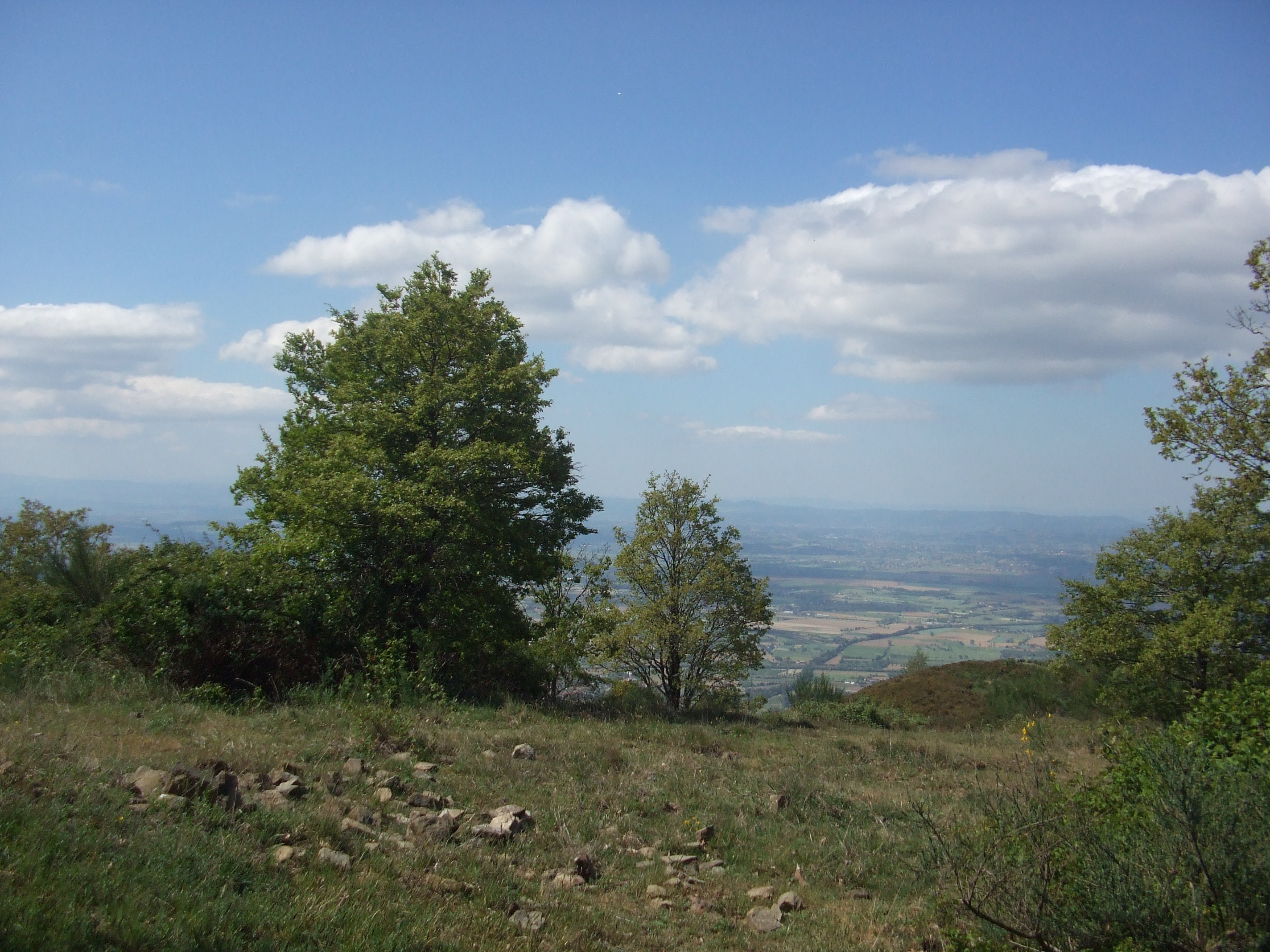
Sassi dell'antica torre longobarda sulla vetta del poggio Cavadenti
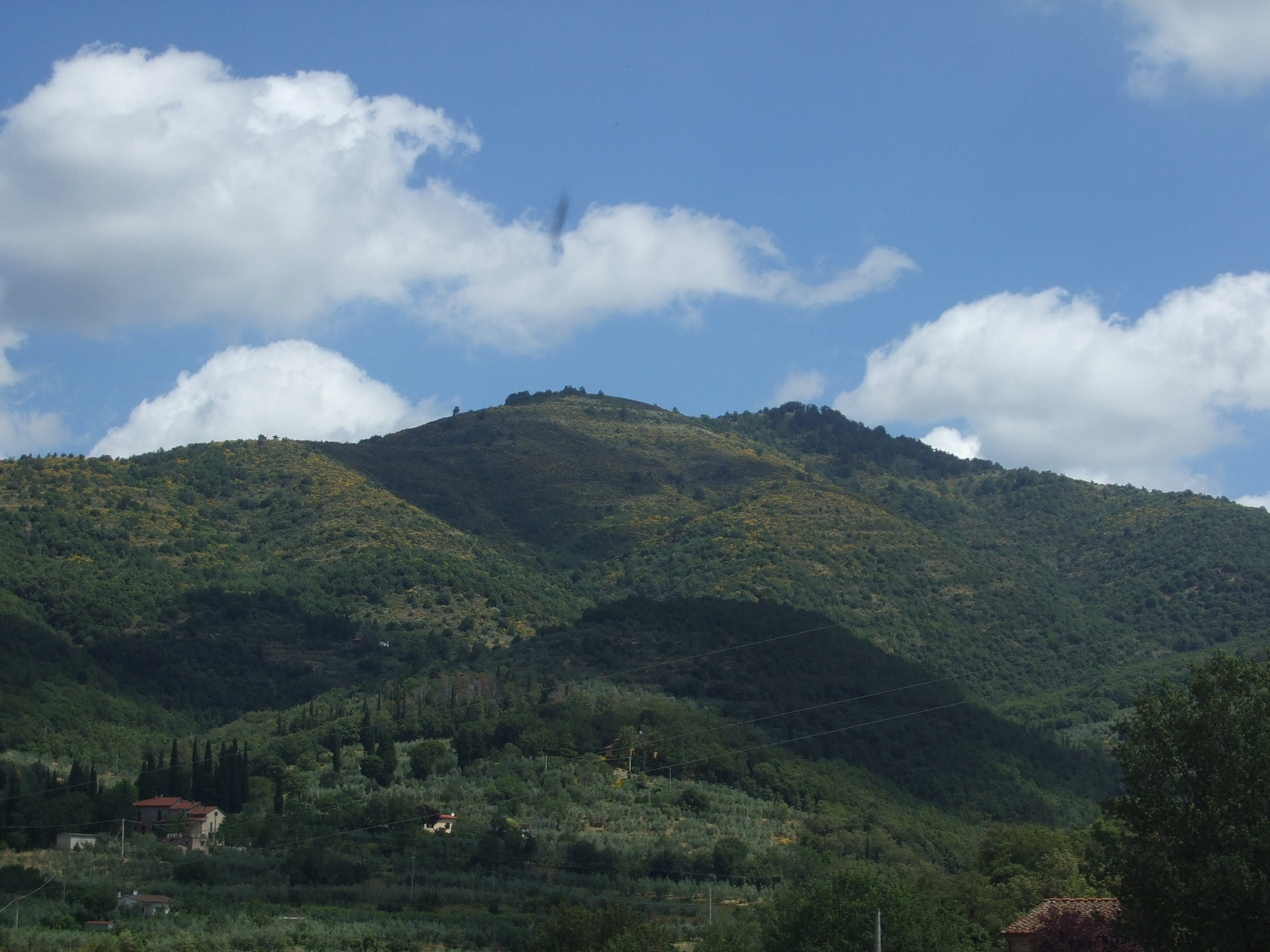
Il poggio Cavadenti, la cima più alta del gruppo montuoso
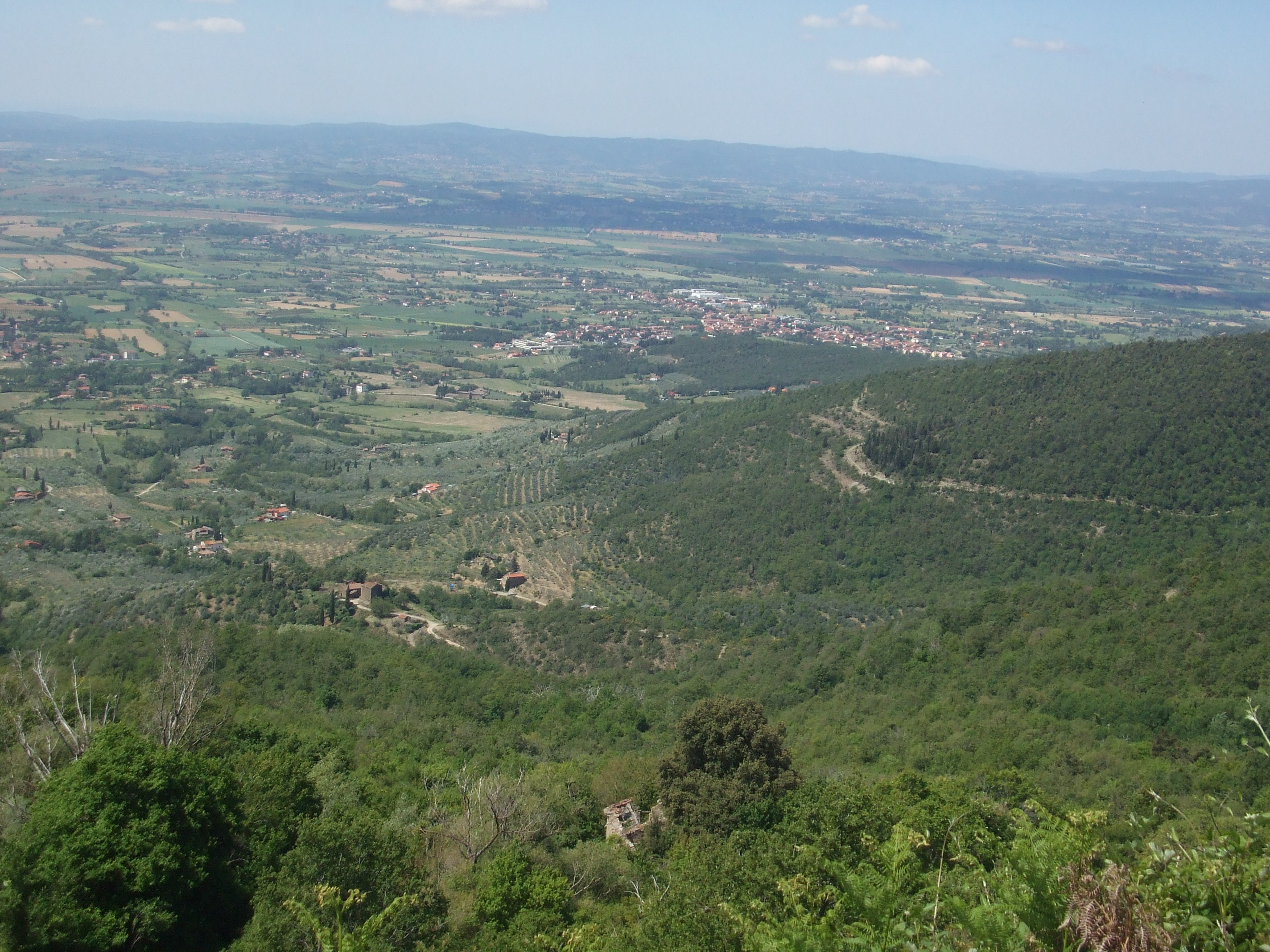
Panorama sulla Val di Chiana dal costone del Cavadenti